# Zaur Kuramagomiedow
Zaur Kuramagomiedow (ros. Заур Исматулаевич Курамагомедов, ur. 30 marca 1988) – rosyjski zapaśnik, brązowy medalista olimpijski, brązowy medalista mistrzostw świata, wicemistrz Europy.
Największym jego sukcesem jest brązowy medal igrzysk olimpijskich w Londynie w kategorii 60 kg oraz brązowy medal mistrzostw świata w 2011 roku.
Czwarty w Pucharze Świata w 2007 i piąty w 2010. Mistrz Rosji w 2011, drugi w 2008, a trzeci w 2010 i 2012. Mistrz świata juniorów w 2006 i Europy w 2006 i 2006 roku.